# Марцинковский, Кароль
Ка́роль Марцинко́вский (пол. Karol Marcinkowski; 23 июня 1800, Познань, Польша, — 6 ноября 1846, Домбрувка Людомска, Польша) — польский врач, социальный работник, филантроп, инициатор создания познанского Базара — гостиницы с магазинами и мастерскими ремесленников.

## Биография
В 1817 году Марцинковский окончил гимназию святой Магдалины в Познани, после чего отправился в Берлин, чтобы там изучать медицину. Во время обучения в Берлине сотрудничал с тайной студенческой организацией «Полония», которая придерживалась республиканских идей. После раскрытия этой организации Марцинковский был арестован и пробыл с 1822 по 1823 гг. в заключении в крепости Вислоуйсьце. После освобождения продолжил изучать медицину.
Вернувшись в Познань, работал в городской больнице и занимался частной практикой в хирургии и гинекологии.
В 1830 году отправился в Варшаву, чтобы участвовать в восстании. Служил в кавалерии, через некоторое время стал военным врачом под командованием Дезидерия Хлаповского. За участие в боях был удостоен Креста Virtuti Militari.
После капитуляции Марцинковский был интернирован в Восточную Пруссию, где принимал участие в борьбе с эпидемией холеры в Клайпеде. Через некоторое время бежал в Англию, потом переехал во Францию. В эмиграции занимался изучением холеры, за что в 1833 году был награждён Французской Академией наук золотой медалью.
В 1834 году он предпринял попытку вернуться на родину. При пересечении границы с Пруссией был арестован и заключён в крепости в Свиднице как участник восстания. В 1837 году был освобождён по просьбе городских властей Познани, в котором в то время свирепствовала холера.
В 1838 году инициировал строительство гостиницы Базар. В 1841 году основал Познанское общество помощи науке, целью которого было поддержка научных исследований в образовании и помощи бедной молодёжи.
6 ноября 1846 года Марцинковский умер и был похоронен на кладбище святого Мартина, которое сегодня уже не существует. После ликвидации кладбища останки Марцинковского были перенесены в познанскую церковь святого Войцеха.

## Память

### Познань
В Познани находятся два памятника, посвящённые Каролю Марцинковскому:
- Памятник Каролю Марцинковскому;
- Памятник Каролю Марцинковскому

В городе также находится парк имени Кароля Марцинковского. Имя Кароля Марцинковского также носит основанный в 1950 году Познанский медицинский университет.

## Источник
- Witold Jakóbczyk, Karol Marcinkowski, (w:) Wielkopolski Słownik Biograficzny, Warszawa-Poznań 1981.
- Karol Marcinkowski i jego czasy, red. Jacek Wiesiołowski, Poznań 1996.
- Małgorzata Kośka, Adam Tytus Działyński, Karol Marcinkowski, Warszawa 2003.
- Ewa Kłodzińska, Śladami Karola Marcinkowskiego, Poznań 2007.